# هیرونوبو هاگا
هیرونوبو هاگا (انگلیسی: Hironobu Haga؛ زادهٔ ۲۱ دسامبر ۱۹۸۲) بازیکن فوتبال اهل ژاپن است.
از باشگاه‌هایی که در آن بازی کرده‌است می‌توان به باشگاه فوتبال کونسادول ساپورو و باشگاه فوتبال جف یونایتد ایچیهارا چیبا اشاره کرد.